# Copa Africana de Clubes Campeones 1989
La Copa Africana de Clubes Campeones de 1989 fue la 24ta edición del torneo de fútbol anual a nivel de clubes de África organizado por la CAF.
El Raja Casablanca de Marruecos ganó la final, proclamándose campeón por primera ocasión.

## Ronda Preliminar
| Equipo 1                | Agr. | Equipo 2               | Ida | Vuelta |
| ----------------------- | ---- | ---------------------- | --- | ------ |
| CD Elá Nguema           | 1–4  | ASDR Fatima            | 1–0 | 0–4    |
| Mbabane Highlanders     | w/o1 | Pan African FC         | 2–0 | —      |
| Matlama FC              | 1–5  | BDF XI                 | 0–1 | 1–4    |
| Mighty Blackpool        | w/o2 | Sport Bissau e Benfica | —   | —      |
| Saint Louis Suns United | 1–0  | COSFAP                 | 0–0 | 1–0    |
| Zumunta AC              | 1–3  | EF Ouagadougou         | 0–2 | 1–1    |

1- el Pan African abandonó el torneo después del primer partido.

2- el Sport Bissau e Benfica abandonó el torneo.

## Primera Ronda
| Equipo 1               | Agr.         | Equipo 2                | Ida | Vuelta |
| ---------------------- | ------------ | ----------------------- | --- | ------ |
| AFC Leopards           | 1–1 (v.)     | Inter Star              | 0–0 | 1–1    |
| Desportivo Maputo      | 3–3 (v.)     | Zimbabwe Saints         | 2–2 | 1–1    |
| Djoliba                | 1–0          | Horoya                  | 1–0 | 0–0    |
| Sétif                  | 1–1 (3-5 p.) | Mighty Blackpool        | 1–0 | 0–1    |
| Espérance de Tunis     | 2–1          | Ouagadougou             | 2–1 | 0–0    |
| Expess                 | 5–2          | Mbabane Highlanders     | 4–0 | 1–2    |
| Fire Brigade           | 2–0          | Saint Louis Suns United | 1–0 | 1–0    |
| Inter Club Brazzaville | 4–3          | Petro Atlético          | 2–1 | 2–2    |
| Iwuanyanwu Nationale   | 4–1          | Mighty Barrolle         | 4–1 | 0–0    |
| JAC Port-Gentil        | 1–1 (5-3 p.) | Africa Sports           | 1–0 | 0–1    |
| MC Oran                | w/o1         | Al-Ittihad              | —   | —      |
| Nkana Red Devils       | 5–2          | BDF XI                  | 4–1 | 1–1    |
| Raja Casablanca        | 2–1          | ASC Jeanne d'Arc        | 2–0 | 0–1    |
| Tonnerre Yaoundé       | 5–0          | ASDR Fatima             | 2–0 | 3–0    |
| Vita Club              | 6–1          | Mukungwa                | 4–0 | 2–1    |
| Zamalek                | 2–2 (v.)     | Al-Mourada              | 2–1 | 0–1    |

1- el Al-Ittihad abandonó el torneo.

## Segunda Ronda
| Equipo 1             | Agr.         | Equipo 2               | Ida | Vuelta |
| -------------------- | ------------ | ---------------------- | --- | ------ |
| AFC Leopards         | 1–3          | Al-Mourada             | 1–0 | 0–3    |
| Iwuanyanwu Nationale | 3–3 (4-5 p.) | Inter Club Brazzaville | 2–1 | 1–2    |
| Espérance de Tunis   | 4–5          | MC Oran                | 3–2 | 1–3    |
| Mighty Blackpool     | 2–1          | Djoliba                | 2–1 | 0–0    |
| Nkana Red Devils     | 8–3          | Fire Brigade           | 5–1 | 3–2    |
| Raja Casablanca      | 1–1 (v.)     | JAC Port-Gentil        | 0–0 | 1–1    |
| Vita Club            | 2–4          | Tonnerre Yaoundé       | 1–1 | 1–3    |
| Zimbabwe Saints      | 1–1 (4-3 p.) | Express                | 0–1 | 1–0    |

## Cuartos de final
| Equipo 1         | Agr. | Equipo 2               | Ida | Vuelta |
| ---------------- | ---- | ---------------------- | --- | ------ |
| Al-Mourada       | 1–4  | MC Oran                | 1–0 | 0–4    |
| Raja Casablanca  | 2–1  | Inter Club Brazzaville | 2–0 | 0–1    |
| Mighty Blackpool | 1–4  | Tonnerre Yaoundé       | 0–1 | 1–3    |
| Zimbabwe Saints  | 1–2  | Nkana Red Devils       | 0–0 | 1–2    |

## Semifinales
| Equipo 1         | Agr. | Equipo 2         | Ida | Vuelta |
| ---------------- | ---- | ---------------- | --- | ------ |
| Nkana Red Devils | 3–5  | MC Oran          | 1–0 | 2–5    |
| Raja Casablanca  | 4–2  | Tonnerre Yaoundé | 2–0 | 2–2    |

## Final
| Equipo 1        | Agr.         | Equipo 2 | Ida | Vuelta |
| --------------- | ------------ | -------- | --- | ------ |
| Raja Casablanca | 1–1 (4-2 p.) | MC Oran  | 1–0 | 0–1    |

Campeón

Raja Casablanca
1º título